# Gran dodecicosàedre
En geometria, el gran dodecicosàedre és un políedre uniforme no convex indexat com a U63. La seva figura de vèrtex és un quadrilàter creuat.
Té un símbol de Wythoff compost, 3 5/3 (3/2 5/2) |, que reguereix dos triangles de Schwarz diferents per generar-lo: (3 5/3 3/2) i (3 5/3 5/2). (3 5/3 3/2 | representa el gran dodecicosàedre amb 12 {10/2} pentàgons extres, i 3 5/3 5/2 | el representa amb 20 {6/2} triangles extres).
La seva figura de vèrtex 6.10/3.6/5.10/7 també és ambigua, ja que té dues cares en el sentit de les agulles del rellotge i dues en el sentit contrar de les agulles del rellotge al voltant de cada vèrtex.